# Davallia chinensis
Davallia chinensis là một loài dương xỉ trong họ Davalliaceae. Loài này được Sm. mô tả khoa học đầu tiên năm 1793.
Danh pháp khoa học của loài này chưa được làm sáng tỏ. 